# Raadhuis van Monnickendam
Het voormalig Raadhuis van de Noord-Hollandse stad Monnickendam werd in 1746 als woonhuis gebouwd. In 1814 werd het pand in gebruik genomen als raadhuis. Op 21 november 1967 werd het pand ingeschreven in het monumentenregister. In 1996 kreeg de Vereniging Hendrick de Keyser het pand in bezit. Twee jaar later liet de vereniging een grote restauratie uitvoeren. Bij de vereniging staat het pand bekend als Huis Timmerman.

## Geschiedenis
Bronnen spreken elkaar tegen voor wie het huis gebouwd werd. Wel is bekend dat het pand sinds 1814 als raadhuis dienstdoet. Het oude raadhuis naast de  Speeltoren werd afgebroken. Van dit oude stadhuis zijn alleen het portaal en het monnikenbeeld overgebleven, het beeld staat nu op het raadhuis. Het pand naast de Speeltoren is in 2011 afgebroken, waarna er een replica van het gesloopte oude raadhuis is gebouwd. De Rijksdienst voor het Cultureel Erfgoed stelt dat het pand voor de familie Costerus gebouwd werd, terwijl de Vereniging Hendrick de Keyser juist stelt dat het pand voor koopman en regent Albert Timmerman gebouwd is. Vermoedelijk heeft één bouwmeester het pand ontworpen, het interieur en exterieur zijn in stijl en daarbij horende ornamentiek overeenkomstig.

## Exterieur
De voorgevel van het pand is vier traveeën breed en eenvoudig gedecoreerd met op de hoeken geblokte hoeklisenen. Onderaan een natuurstenen borstwering. Helemaal bovenaan een verhoogde (houten) lijstgevel met in het fries bloemen, acanthusbladeren en andere plantmotieven. Boven op de lijst een houten monnikenbeeld als symbool voor het wapen van Monnickendam. Dit beeld is afkomstig van het oude stadhuis, waar nu het museum van de Speeltoren is gesitueerd. Voor de voordeur, die in de tweede travee van rechts is, een stoep met twee ijzeren slangen als stoepleuningen. De koppen van de slangen steunen op hardstenen stoeppalen. De voordeur is van eikenhout en voorzien van snijwerk. Vermoedelijk stamt deze deur uit 1814, het jaar dat het pand de bestemming van raadhuis kreeg.

## Interieur
Een deel van latere interieurs is bewaard gebleven en wordt binnen het rijksmonument beschermd. Onder andere de gang is voorzien van 18e-eeuws stuc- en snijwerk. Daarnaast heeft de raadszaal een schoorsteenmantel in Lodewijk XIV-stijl. De trouwzaal is echter in Lodewijk XV-stijl, hier is eveneens goudleerbehang aangebracht. Aan de achterzijde van de woning werd een grote zaal aangebracht, dit is de voornaamste kamer en is grotendeels in originele staat bewaard gebleven. Het stucwerk bevat onder andere koraalmotieven en zeepaardjes, die komen bij de gebruikelijke rocailles en acanthusbladeren. De schoorsteenmantel is van grijs marmer en voorzien van een boezem met verguld houtsnijwerk.
In de grote zaal is goudleerbehang aangebracht, als patroon heeft het slingerende takken met bladeren en bloemen. Bovenaan hangen draperieën, dit is een zeldzaam patroon op goudleerbehang.
Aan de voorzijde van het pand bevindt zich de burgemeesterskamer.